# Lake Richmond
Lake Richmond är en sjö i Australien. Den ligger i delstaten Western Australia, omkring 40 kilometer söder om delstatshuvudstaden Perth. 
Runt Lake Richmond är det tätbefolkat, med 257 invånare per kvadratkilometer. Genomsnittlig årsnederbörd är 1 018 millimeter. Den regnigaste månaden är maj, med i genomsnitt 176 mm nederbörd, och den torraste är februari, med 9 mm nederbörd.